# Platylabus caeruleus
Platylabus caeruleus là một loài tò vò trong họ Ichneumonidae.